# Nouveau trolleybus de Nancy
 (avril 2025).
Si vous disposez d'ouvrages ou d'articles de référence ou si vous connaissez des sites web de qualité traitant du thème abordé ici, merci de compléter l'article en donnant les références utiles à sa vérifiabilité et en les liant à la section « Notes et références ».
Pour l'ancien tramway fer de Nancy (1874-1958), voir Ancien tramway de Nancy.
Pour l'ancien trolleybus de Nancy (1982-1999), voir Ancien trolleybus de Nancy.
Pour l'ancien tramway sur pneu de Nancy (2001-2023), voir Transport léger guidé de Nancy.
Pour le projet de nouveau tramway fer voir Tramway de Nancy.
Le nouveau trolleybus de Nancy est un système de transport en site propre, exploitant des trolleybus à batteries d'accumulateurs électriques. Ces véhicules opèrent sur la ligne T1 à partir du 5 avril 2025. Deux réseaux de transport en site propre se sont succédé à Nancy :
- d’abord un réseau de trolleybus, exploitant des Renault PER 180H, parcourant alors trois lignes, de 1982 à 1998 ;
- puis, une ligne de TVR exploitant des Bombardier TVR, inaugurée le 8 décembre 2000, et opérant du 28 janvier 2001 au 12 mars 2023.

Cette ligne fait partie du réseau Stan. Le guidage par rail central est abandonné au profit d’un véhicule plus classique, de type trolleybus électrique sur batterie (véhicule muni d’une batterie permettant une courte autonomie, à recharge sur ligne aérienne), qui reprend l’entièreté du tracé de la ligne T1 de l’ancien tramway sur pneu.
Le trolleybus (aussi surnommé le « beluga » ou « la baleine bleue » en référence à ses couleurset à sa forme, ou encore désigné à tort « le nouveau tram », en raison de sa ressemblance avec l’ancien tramway sur pneu) circule en site propre sur environ 70% de la ligne (10% supplémentaires par rapport au tram). La traction autonome sur batterie est utilisée sur les portions non munies de bifilaires (contrairement à l’ancienne ligne qui en possédait sur tous les tronçons commerciaux), ainsi que sur la liaison terminus-dépôt.

## Historique du réseau

### Avant 1958
À la fin du XIXe siècle, Nancy s'est dotée d'un réseau de tramway urbain, d'abord à traction hippomobile en 1874, puis électrique en 1899, exploité par Frédéric de la Hault, puis par la CGFT. En 1919, le réseau s'étent avec l'ajout de lignes suburbaines. Cependant, la concurrence automobile a entraîné la disparition progressive du tramway, à partir de 1948 avec la suppression des lignes suburbaines, puis en 1951 avec le remplacement des tramways par des bus sur certaines lignes urbaines. La dernière ligne de tramway est fermée le 2 décembre 1958.

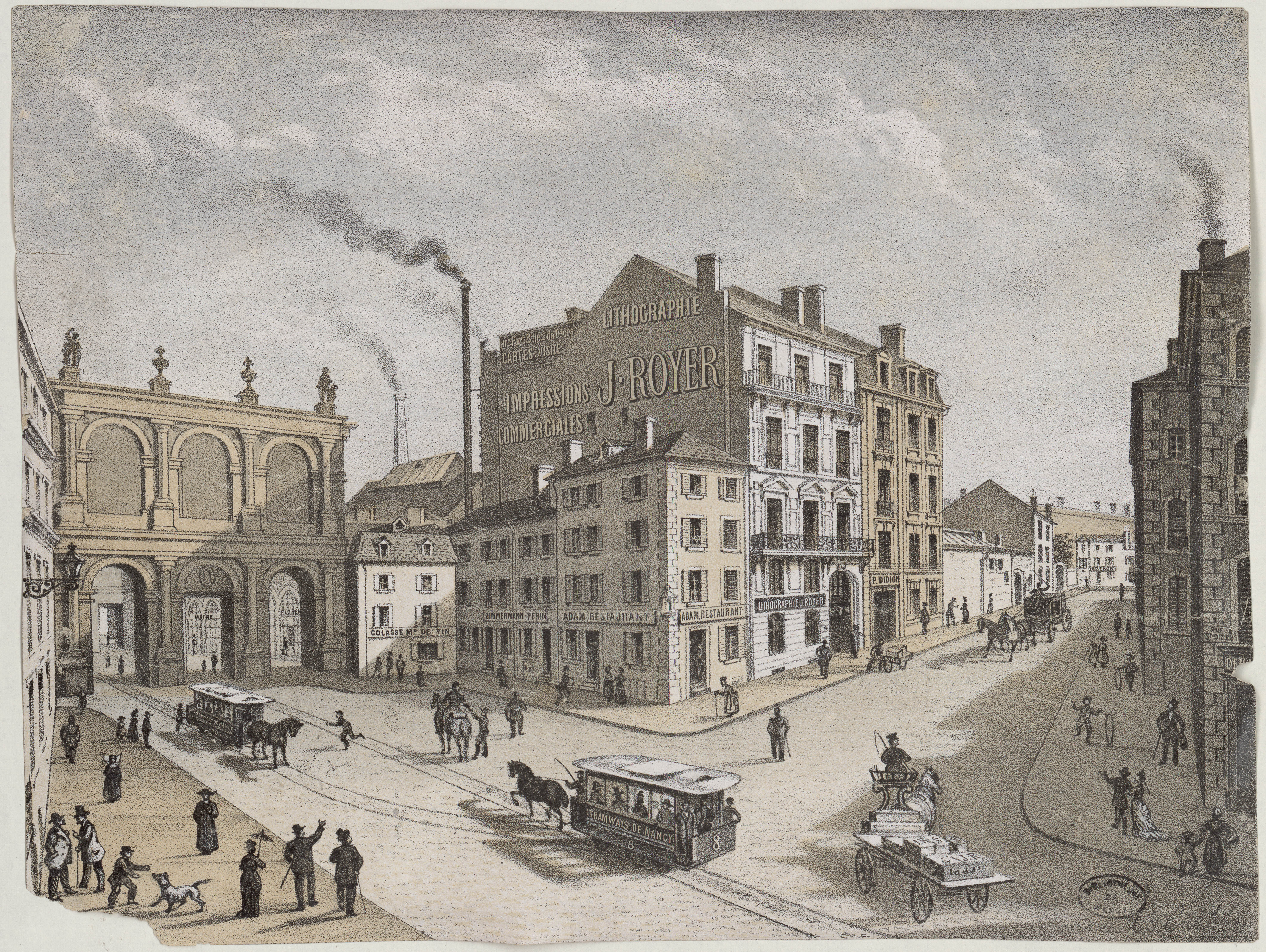
Une rame du tramway hippomobile de Nancy, s'apprêtant à franchir la porte Saint-Nicolas.

### Période transitoire (1958 - 1980)
L'urbanisation de Nancy, avec ses rues peu adaptées à la circulation automobile, pose alors des problèmes de trafic croissants. Malgré des mesures prises entre 1960 et 1974 pour améliorer la circulation, la saturation des routes et la dégradation du cadre de vie ont persisté. En 1980, le district reprend dès lors la gestion des transports en commun, trouvant alors un réseau en mauvais état. Diverses solutions ont été envisagées, y compris un système futuriste de transport automatique (cabines autonomes électriques "Personal Rapid Transit"), mais ce projet est finalement jugé trop coûteux. Finalement, le choix s'est porté sur l'amélioration du réseau de bus et la création d'un réseau de trolleybus, jugés plus adaptés et moins coûteux, marquant le début de l'« Opération trolleybus ».

### Années 1980: l'occasion manquée du TFS
Comme de nombreuses agglomérations françaises de plus de 300 000 habitants, Nancy fut contactée lors du célèbre concours Cavaillé en 1974 pour servir de ville-test pour la réintroduction du tramway en France. Il s'agissait alors d'établir un cahier des charges visant à créer un véritable TFS susceptible de permettre à Alsthom (aujourd'hui Alstom) de re-développer un produit tramway adapté aux villes françaises.
Pour diverses raisons, Nancy refusa l'opportunité et préféra dans les années 1980 s'orienter vers un système de trolleybus articulé partiellement en site propre.
Les raisons du refus sont :
- Difficulté d'insertion au Point Central ;
- Aggravation des conditions de circulation ;
- Longue période de travaux avec de forte gêne à la circulation (3-4 ans) ;
- Faible gain d'exploitation ;
- Coût de l'investissement de 260M Frs.

Le projet de tramway prévoyait de relier la Gare de Nancy au quartier de Vandoeuvre-Nations sur un linéaire de 5 km.

### «Opération trolleybus» (1980 - 1983)

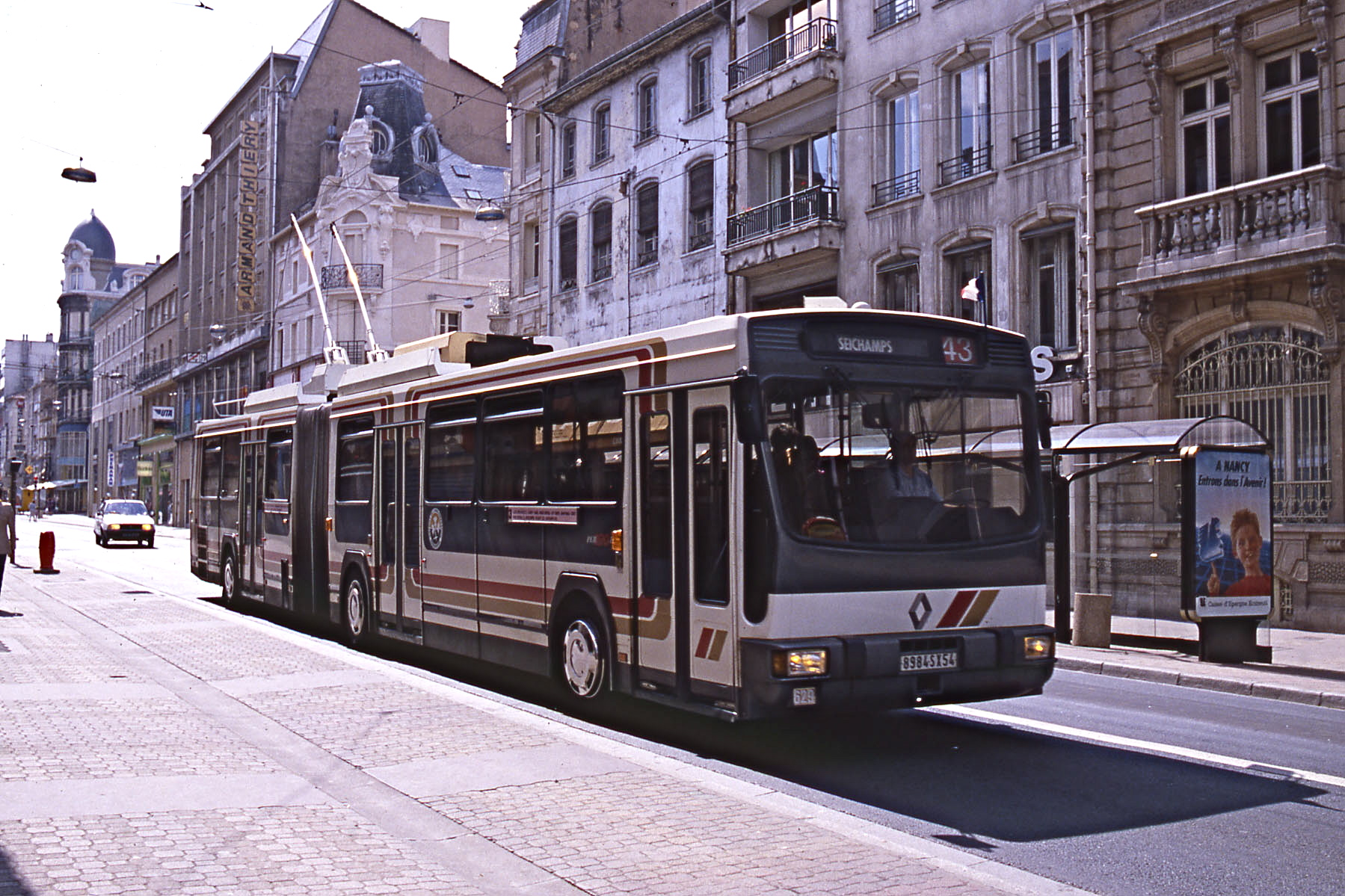
L'ancien trolleybus exploité avec des PER 180H dans la rue Saint-Jean à Nancy.

L'opération trolleybus, mise en œuvre à Nancy de mars 1980 à septembre 1983, a transformé le réseau de transport urbain en créant trois lignes de trolleybus bimodes, améliorant ainsi l'offre et la régularité des transports en commun. Un nouveau plan de circulation a été mis en place, privilégiant les transports en commun tout en optimisant le trafic général grâce à des systèmes de régulation centralisée. Le réseau a été restructuré, augmentant l'offre de service et réduisant les temps de parcours. L'hypercentre a été réaménagé pour favoriser piétons et transports en commun, et la signalétique a été modernisée pour une meilleure information des usagers.

### Les années 1990: le souhait de la distinction
Dans les années 1990, lors de la seconde phase de mise en place du tramway en France (Rouen, Seine-Saint-Denis…), les élus d'alors ainsi que l'exploitant du réseau préférèrent mettre en place un système hybride permettant :
- De réutiliser une partie des infrastructures électriques du trolley ;
- D'éviter de recourir à un site propre intégral dans les communes périphériques globalement hostiles aux transports en commun en sites propres (Saint-Max et Essey-lès-Nancy) ;
- D'être les pionniers, car jamais une ligne de tram sur pneus débrayable n'avait été mise en service dans le monde.

Le constructeur ferroviaire Bombardier Transport avait précisément dans ses cartons un modèle de transport en commun bi-mode, mis au point dans les années 1980 par sa filiale belge La Brugeoise et Nivelles sur une courte ligne touristique, sous le nom de GLT (Guided Light Transit).
Par ailleurs, Nancy se situant dans une cuvette, la ligne devait gravir de fortes pentes (notamment vers Brabois). Les matériels de tramway fer (dont le TFS, mais pas seulement) ne donnant pas entièrement satisfaction à cette époque, compte tenu des adaptations nécessaires au matériel pour gravir des pentes de l'ordre de 13 %, il fut décidé par la CUGN de bâtir une telle ligne de TVR, capable de franchir de telles déclivités. Enfin, d'autres motifs, financiers notamment (moindre coût supposé d'une ligne sur pneus), sont entrés en ligne de compte.

### Années 2000: mise en service du tramway sur pneu
Ce transport guidé de technologie TVR, est devenu célèbre pour avoir connu un nombre important de déboires au début de son service commercial, du fait d'une mise en service trop rapide en 2001 et bien que celle-ci ait fait l'objet d'un report d'un mois :
- Absence de site propre intégral obligeant le véhicule à « dédropper » (quitter le rail central) et à se retrouver dans la circulation automobile ;
- Insuffisance des tests de débugage ;
- Problèmes de fiabilité du matériel roulant et d'ergonomie du poste de conduite ;
- Usure prématurée du rail et des galets de guidage ;
- "Faiblesses de conception", comme se justifie le constructeur.

Finalement, la remise en service a été reportée d'un an, du fait de ces déboires, et la ligne deviendra définitivement effective au 13 mars 2002.
Mais le passage direct à un service commercial du TVR à Nancy, sans phase de test approfondie, a provoqué de nombreux incidents et une controverse sur le choix de cette technologie par rapport au tramway fer. Après une année d'immobilisation pour des ajustements, le service a repris progressivement, mais avec des irrégularités persistantes et une vitesse commerciale inférieure aux prévisions. De plus, le réseau de bus, mal adapté à ce nouveau transport, a vu sa fréquentation diminuer, illustrant un transfert de passagers vers le nouveau tramway sur pneu.
L'introduction du TVR à Nancy a donc créé un réseau de transport à deux vitesses, avec une forte fréquentation pour le TVR. Pour rééquilibrer le réseau, le Plan de Déplacement Urbain (PDU) et un projet de seconde ligne de transport en commun en site propre (TCSP) prévoient une refonte du réseau de bus. L'objectif est d'atteindre une fréquentation globale de 80 voyages par habitant et par an, contre 68 en 2005.

### Années 2010: mise en place des deux autres TCSP

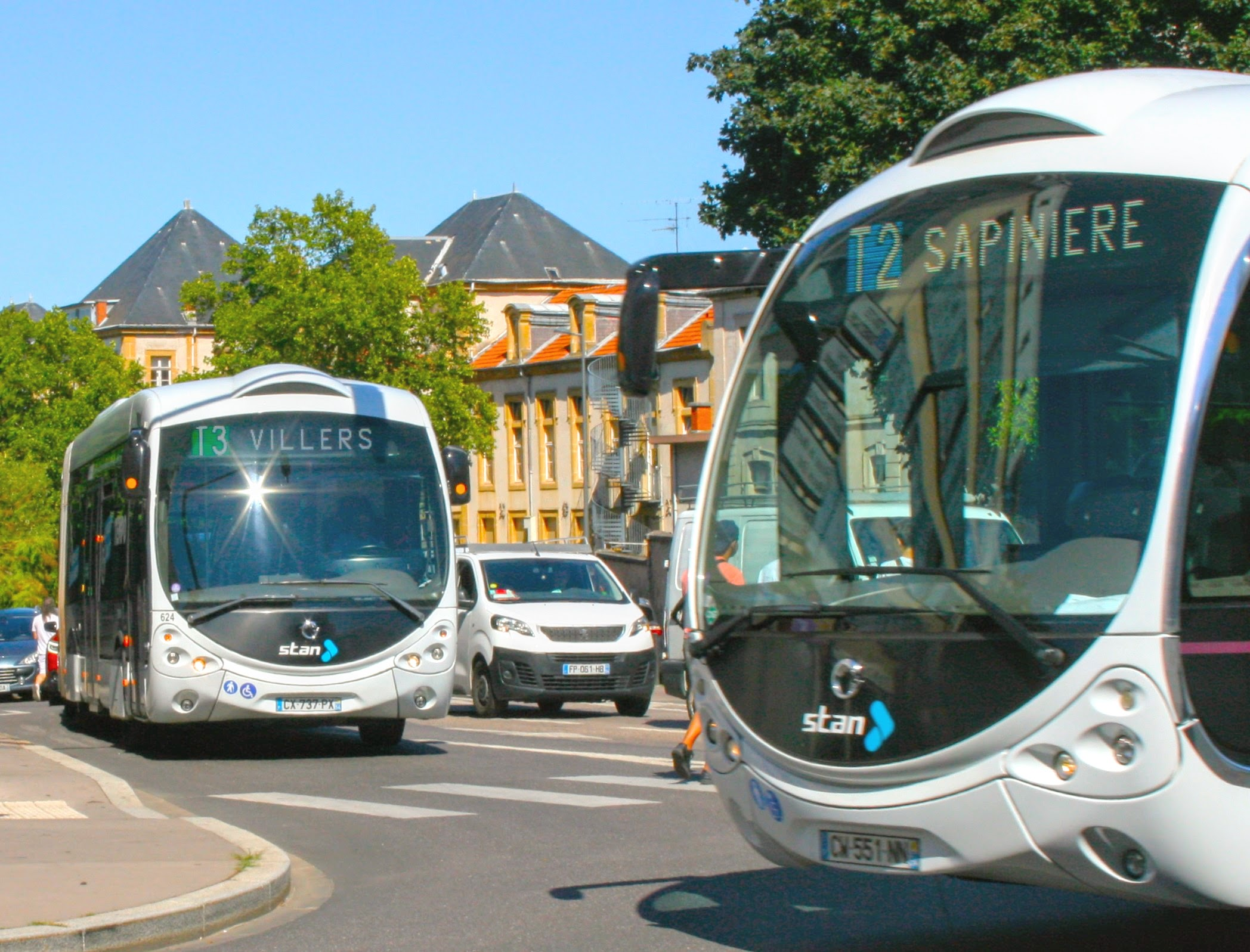
Les lignes T2 et T3 du réseau de BHNS de Nancy exploités par des Crealis Néo.

Largement insatisfaite des services du materiel de la ligne T1, la communauté urbaine décide d’écarter rapidement le développement du tramway sur pneus dans la métropole. Après la faillite du projet d’acquisition de 7 midi-trolleybus de marque Ansaldo Breda, la question de l’exploitation des tronçons Laxou Champ le Bœuf <> Jarville Centre et Laxou Provinces <> à Seichamps (auparavant très bien desservis avec l’ancien réseau de trolleybus), et dont les véhicules et les lignes sont en perte de souffle, il devient évident qu’un projet de desserte améliorée doit s’imposer.
La CUGN décide alors d’abandonner la traction électrique, et de recourir au simple BHNS pour les deux lignes. Irisbus présente justement un nouveau véhicule, amélioration du Citelis, mais offrant une capacité de transport supérieure : le Crealis Néo. Le renouvellement de la ligne passe par la mise en service de nouvelles infrastructures, dont la construction d’arrêts stylisés, et de la dénomination « Stanway » pour 4 lignes du nouveau réseau (tram inclus).
Ces nouvelles lignes entrent en service avec 24 Crealis Néo exploités sur la ligne T2 à partir du 26 aout 2013. Dans la foulée, la CUGN reçoit 16 autres bus du même modèle, et équipe la ligne T3 en 2014.

### Années 2020: Une fin de vie prématurée
C'est moins d'une dizaine d'années après la mise en service de la ligne que la métropole pose déjà sur la table la question de l'avenir de la ligne T1, alors que les projets de développement du TVR sur les lignes 2 et 3 furent abandonnés.
En novembre 2010, un rapport du Conseil général de l'environnement et du développement durable réalisé en juillet 2010 est rendu public. Il porte un regard critique sur le choix du TVR, encouragé à l'époque par l'État, et préconise le remplacement du système de transport actuel à partir de 2020, puis 2022. Fin 2010, le Grand Nancy a lancé une étude visant à déterminer le mode de transport qui sera appelé à remplacer le TVR à l'horizon 2022.

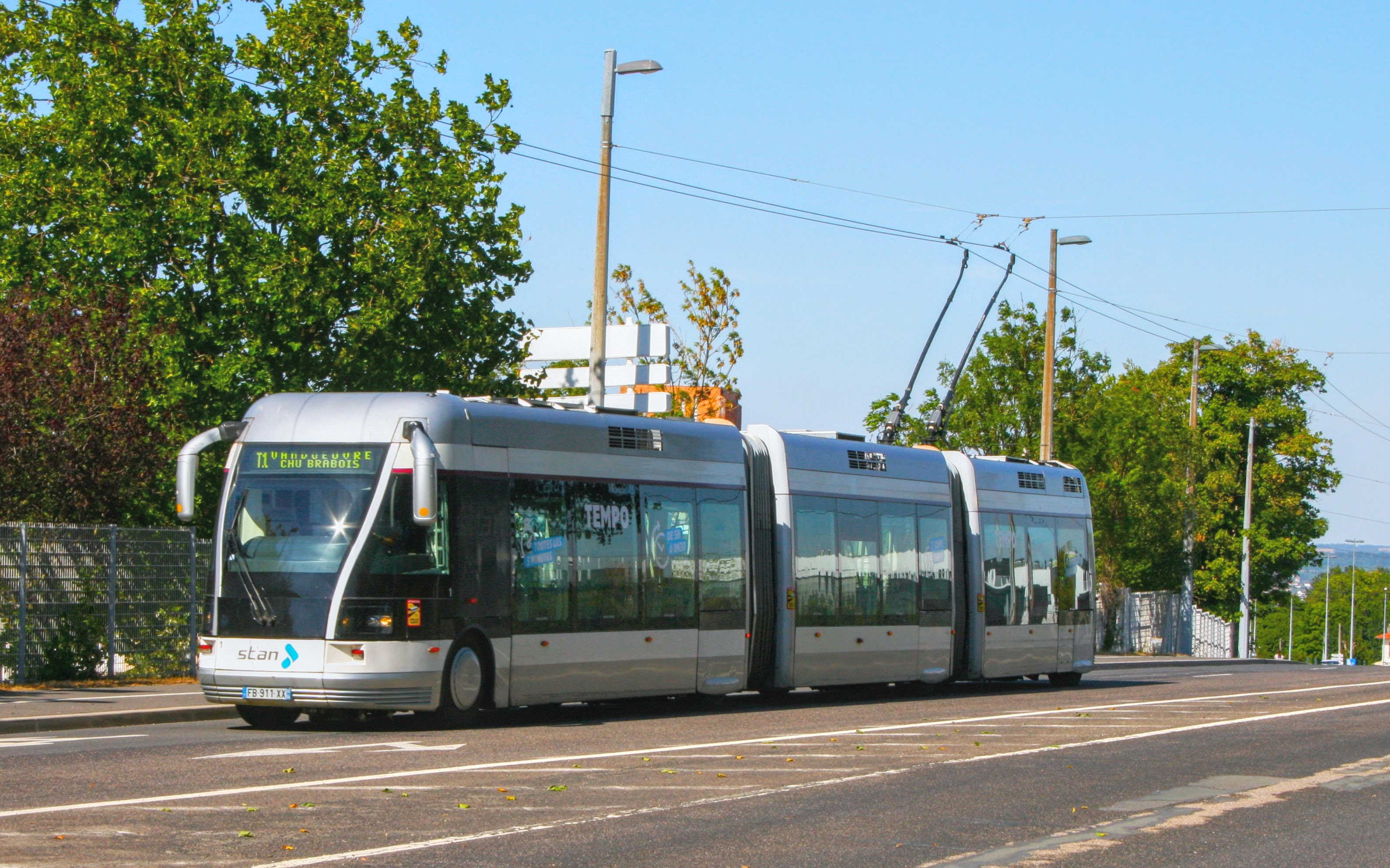
La rame n°1 de TVR franchissant la fin de la rampe du plateau de Brabois.

Cette étude concerne les trois choix qui s'offrent au Grand Nancy :
- Bus à haut niveau de service (BHNS) ;
- Tramway sur pneumatiques (Translohr) ;
- Tramway sur fer.

L'agglomération caennaise (seule autre à posséder un engin de ce type) fait finalement le choix en 2011 d'abandonner cette technologie pour le remplacer par un tramway fer. Le 31 décembre 2017, le dernier TVR roule à Caen et la moitié des rames, cédées pour l'euro symbolique, sont envoyées peu après à Nancy pour servir de pièces détachées. Elles sont démontées et forment alors un stock de pièces détachées nécessaire à l'exploitation du TVR nancéien jusqu'à l'arrêt de son exploitation.
Le 12 mars 2023, le TVR effectua ses derniers tours de roues après 23 ans de service.

## Fourniture et prise en main

### Livraison et présentation des véhicules

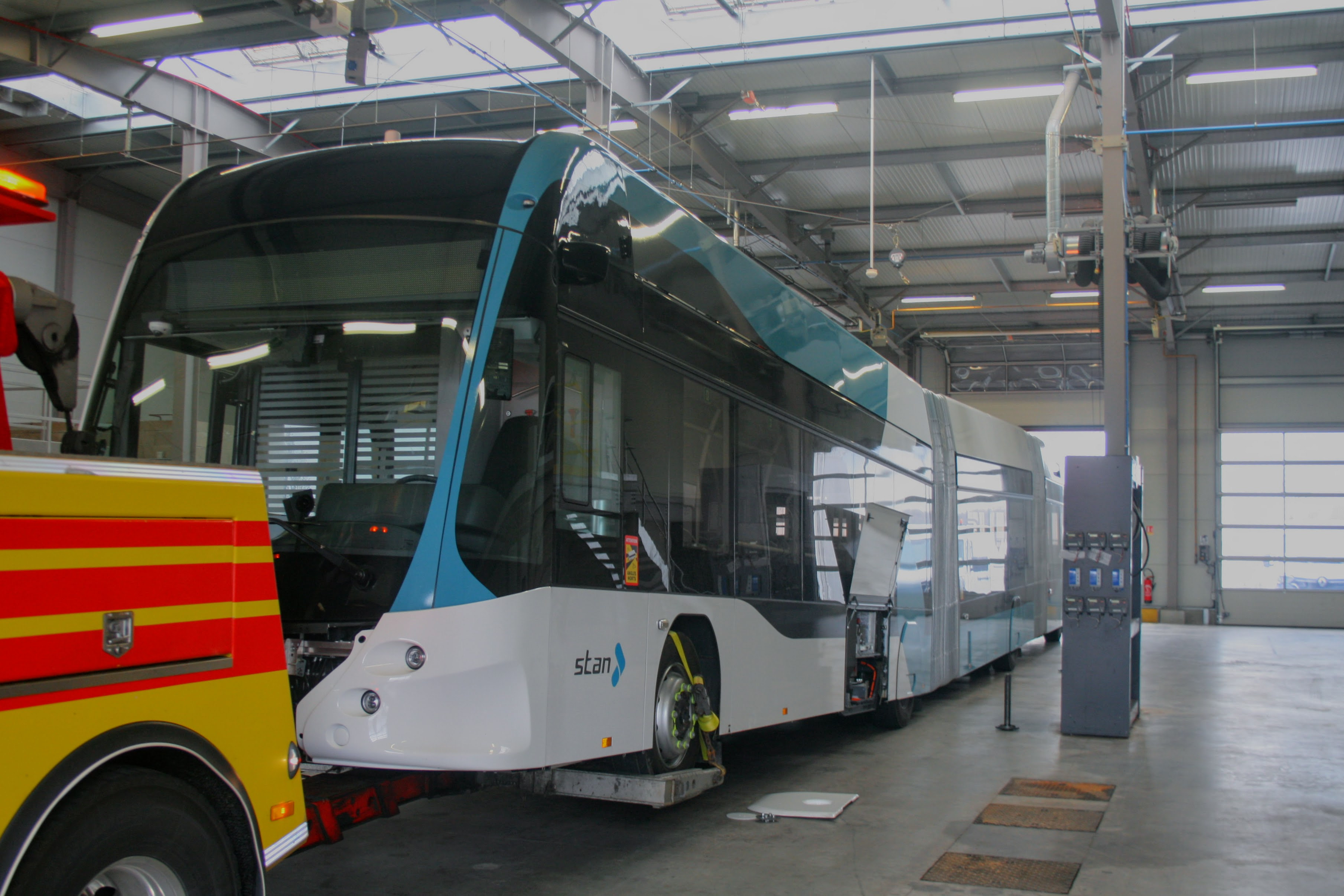
Livraison du premier exemplaire du trolleybus, après son transport depuis l'usine Hess par panier de remorquage.

Le contrat avec le constructeur plébiscite la fabrication et la livraison de 25 véhicules. La livraison du parc entier devait originellement se terminer à la mi-2024, mais de nombreux retards (notamment dû à la délocalisation de son usine d’assemblage au Portugal) ont contraint Hess à effectuer une pause dans ces livraisons.
En janvier 2024, la métropole menace Hess à engager des pénalités financières au constructeur en cas de retard de livraison : « à partir du 3 janvier 2025, le fabricant devra payer une pénalité de retard de 1 400 euros par jour et par véhicule », annonce Patrick Hatzig.

### Livraison du premier véhicule
Le 12 mars 2024 au matin, le premier véhicule part d'un parking non loin de l'usine de Bellach, et est tiré par une dépanneuse belge de la société Hamse Sleepdienst sur les 470 kilomètres qui séparent l'usine Hess du dépôt Keolis. Aux environs de 14 heures, le convoi pénètre l'enceinte du dépôt de Ludres, et le trolleybus est remisé à l'intérieur du hangar.
Le dépanneur procède à la descente du premier essieu - le transport s'effectue systématiquement sur panier - et il remet en service la liaison essieux-moteurs électriques, alors désactivée pendant le trajet, afin d'éviter l'action de ceux-ci durant le trajet.
Le véhicule sera rapidement pris en main par les techniciens et gestionnaires du "projet trolley", et sera notamment présenté à Patrick Hatzig (directeur des mobilités au Grand Nancy) et à Mathieu Klein (directeur de la métropole et maire de Nancy) avec la présence des équipes de communication de la métropole.

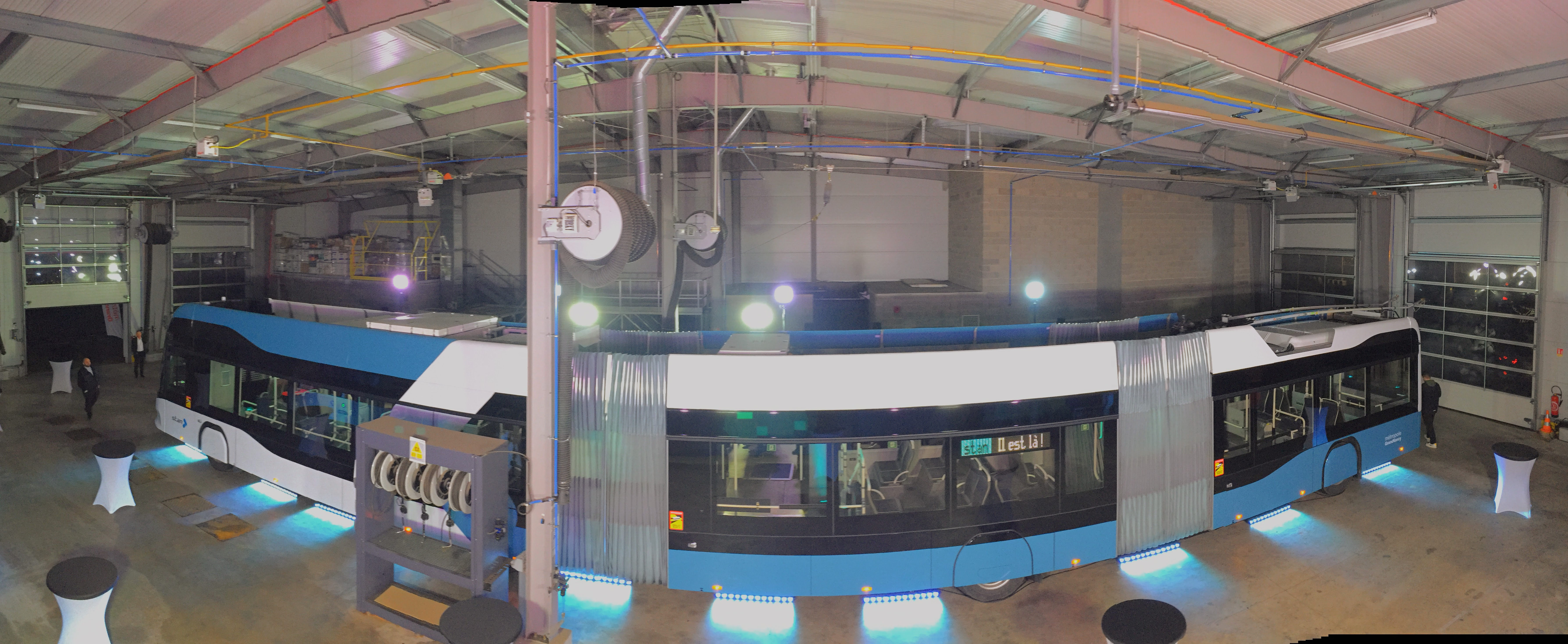
Présentation du trolleybus dans les atelier de Keolis en mars 2024.

### Présentation à la presse
Le 19 mars 2024, le trolleybus livré est présenté officiellement à la presse et à des passionnés - invités pour l'occasion - par les responsables commerciaux de l'entreprise Hess. Le trolleybus est paré d’un éclairage particulier, et les options et aménagements particuliers du véhicule sont présentés, dans un discours effectué notamment par Mathieu Klein et Gaëlle Bardoul – directrice générale de Keolis Grand Nancy – qui reprendra les grandes lignes du projet.

### Présentation aux usagers
Du 22 mars au 6 avril 2024, le trolleybus est présenté à 4 reprises à la population grand nancéienne pendant deux jours à quatre reprises, dans différents lieux de la métropole :

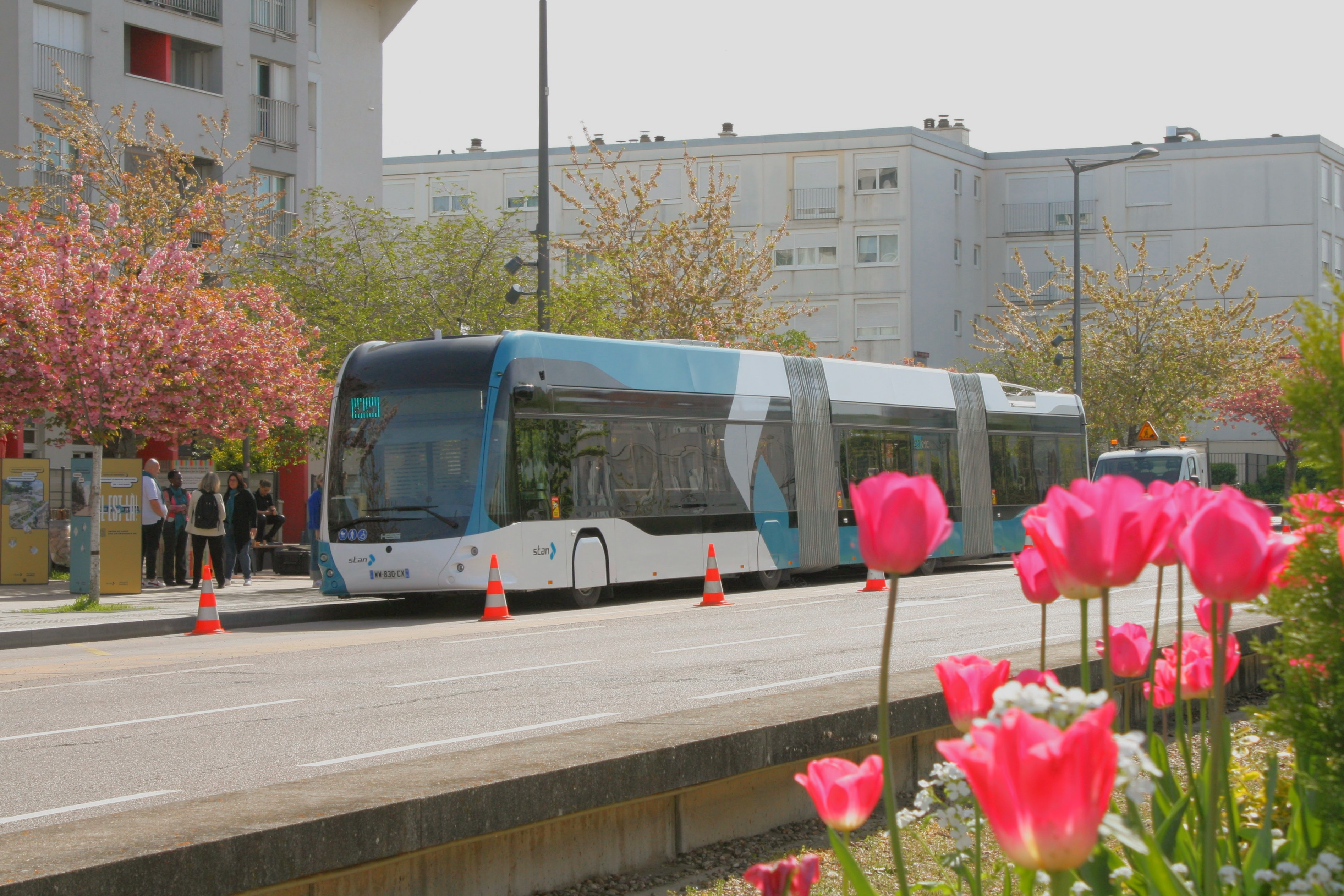
Le premier exemplaire présenté au rond-point du Vélodrome sur la commune de Vandœuvre-lès-Nancy.

- Le 22 et 23 mars à l’arrêt « Point Central » dans la rue Saint-Jean à Nancy ;
- Les 29 et 30 mars devant l’hôtel de ville d’Essey-lès-Nancy ;
- Les 5 et 6 avril place Gérard-Barrois à Saint-Max ;
- Les 12 et 13 avril sur le quai de la station « Vélodrome » de Vandœuvre-lès-Nancy.

Il sera également présenté au Parc des Expositions, pendant toute la durée de la Foire Expo, du 1er au 9 juin 2024.
Le véhicule est alors accolé pendant la plupart des dates sur un quai provisoire, et des rampes permettent l’accès aux PMR à toutes les portes. Des agents du réseau et de la métropole répondent aux questions des usagers, et des maquettes de véhicules de transports en communs seront présentés dans la cabine à l’occasion de la Foire Expo.

### Présentation des stations
Le 26 février 2025, les responsables du projet présentent les noms des futures stations ainsi que leur aménagement à la presse, lors d'un voyage de test avec certains élus de la métropole. Ils présenteront les annonces sonores et les noms des futurs stations donc la majorité change de nom commercial par rapport à celui du tram. Seront également présentés les aménagements des stations, concus par le cabinet d'architecte Norman Foster et des luminaires fournis par Eclatec.

## Caractéristiques de la ligne
Le trolleybus est exploité sur une ligne Est-Ouest, dite T1 entièrement accessible aux personnes à mobilité réduite. La ligne permet également une connexion aisée aux systèmes de locations de vélo : VélOstan.
La ligne T1 s’étend d'Essey-lès-Nancy (quartier Mouzimpré), aux hôpitaux de Brabois du plateau de Vandœuvre-lès-Nancy, soit 11,3 kilomètres de longueur. Elle est exploitée comme tout le réseau de bus par Keolis Grand Nancy (ou sa filiale Keolis Territoire Nancéien) sous la marque STAN.
La durée moyenne du tracé est actuellement d'environ 40 minutes, soit 5 minutes supplémentaires par rapport au tram, malgré les aménagements censés améliorer la vitesse commerciale. Cela peut s'expliquer par la limitation à 30 km/h sur la majorité du tracé, la vitesse drastiquement réduite dans le secteur de la gare et de la rue Saint-Jean, ainsi que la présence de cyclistes sur la voie. Cependant, des études sont en cours afin de procéder à l'augmentation des vitesses de lignes autorisées.
Les arrêts principaux de la ligne T1 permettent d'effectuer les correspondances avec les bus de l'agglomération nancéienne :
- Vandœuvre Brabois-Hôpitaux ;
- Vélodrome - Callot ;
- Gare - Pierre Sémard (correspondance gare SNCF) ;
- Point Central ;
- Mairie de Saint-Max ;
- Essey Mouzimpré.

L'offre comprendra à terme un trolley toutes les 5 minutes en journée. Cette fréquence serait la fréquence maximum que pourrait offrir la ligne, bien que quelques améliorations auraient eu lieu par rapport à la ligne de tram sur pneu :
- Une augmentation de l’espace entre les stations (fusion de certains stations, suppressions d’autres, …) ;
- Un temps d’arrêt réduit, notamment grâce à la présence d’un système efficace d'ouvertures et de fermetures de porte (bien que cette question n'aie déjà été résolue depuis la mise en place d'un système de fermeture définitive des portes au bout de 30 secondes sur le tram). Évidemment, s'il n'y a personne à l'arrêt ou s'il n'est pas nécessaire d'utiliser les 30 secondes pour que tout le monde embarque dans le tram, celui-ci peut partir avant l'écoulement de ces 30 secondes ;
- Des véhicules de plus grande capacité. En effet, bien que les véhicules Hess fassent quasiment la même longueur que les véhicules Bombardier, l’aménagement intérieur bien mieux travaillé offre un plus grand nombre de place dans ce nouveau véhicule (un TVR offre au total 136 places de capacité (avant le réaménagement du TVR), quand le nouveau trolley en offre 154) ;
- Des travaux de fréquence bien moins fréquents. Bien que la voie ait déjà subi de nombreuses fissures sur la rue St-Georges et le pont Foch, les travaux de maintenance ont pu avoir lieu avant la mise en service du véhicule, permettant de ne pas interrompre le service une fois cette dernière lancée ;
- De très nombreuses pannes évitées. Les véhicules Bombardier étant en fin de vie, on dénombrera énormément de pannes dues au manque de fiabilité du matériel roulant, (jusqu’à plusieurs dizaines de pannes plus ou moins graves par jour). Avec le nouveau trolley, le nombre     de panne sera significativement réduit, réduisant à néant le nombre d’immobilisations de véhicules.

Les sections suivantes ne possèdent pas de bifilaires et sont exploitées par les véhicules en mode batterie :
- Dans la boucle de retournement du terminus de Vandœuvre Brabois-Hôpitaux (la LAC s’arrête au feu tricolore avant le retournement et reprend en deux LAC distinctes au niveau des deux quais) ;
- Entre Montet Octroi et Jean-Jaurès ;
- Entre Mon Désert – Thermal et Division de Fer ;
- À Essey Mouzimpré, dans le virage entre le quai de descente et de montée (les infrastructures reprennent en trois LAC distinctes, dont une LAC de « recharge »).

Le reste des sections sont quant à elles équipées de lignes aériennes pour la traction et la recharge de la batterie. Cela représente 75 % des sections. De nombreux empercheurs sont présents sur la ligne.
Liste des stations et correspondances de la nouvelle ligne T1 :
|  |   |  | Station                            | Lat/Long                    | Communes            | Correspondances                                                                                  |
|  | - |  | ---------------------------------- | --------------------------- | ------------------- | ------------------------------------------------------------------------------------------------ |
|  | ■ |  | Essey Mouzimpré                    | 48° 42′ 06″ N, 6° 13′ 30″ E | Essey-lès-Nancy     | Tempo 3 - 31a - 31b -                                                                            |
|  | • |  | Essey Centre                       | 48° 42′ 13″ N, 6° 13′ 19″ E | Essey-lès-Nancy     | 31a                                                                                              |
|  | • |  | Clinique Pasteur                   | 48° 42′ 11″ N, 6° 12′ 59″ E | Essey-lès-Nancy     |                                                                                                  |
|  | • |  | Washington Foch                    | 48° 42′ 07″ N, 6° 12′ 45″ E | Saint-Max           | 22                                                                                               |
|  | • |  | Mairie de Saint-Max                | 48° 42′ 02″ N, 6° 12′ 28″ E | Saint-Max           | 22                                                                                               |
|  | • |  | Cristalleries - Stade Marcel Picot | 48° 41′ 51″ N, 6° 11′ 56″ E | Nancy               | 13                                                                                               |
|  | • |  | Deux Rives - Olympe de Gouges      | 48° 41′ 44″ N, 6° 11′ 43″ E | Nancy               | 13 -                                                                                             |
|  | • |  | Division de Fer                    | 48° 41′ 37″ N, 6° 11′ 30″ E | Nancy               |                                                                                                  |
|  | • |  | Place Stanislas - Cathédrale       | 48° 41′ 31″ N, 6° 11′ 08″ E | Nancy               |                                                                                                  |
|  | • |  | Point Central                      | 48° 41′ 27″ N, 6° 10′ 57″ E | Nancy               | Tempo 2 - Tempo 4 - Corol 1 & 2 - 11 - 12 - 13 - 15                                              |
|  | • |  | Gare - Pierre Sémard               | 48° 41′ 21″ N, 6° 10′ 38″ E | Nancy               | Tempo 3 - 14ex - 15 - 16 - 20 - 21 - 32 - Citadine 1                                             |
|  | • |  | Gare - Saint-Léon                  | 48° 41′ 16″ N, 6° 10′ 26″ E | Nancy               | Tempo 2 - Tempo 3 - Tempo 4 - Corol 1 & 2 - 10 (réseau Sub) - 11 - Brabois Express - Pleine Lune |
|  | • |  | Mon Désert - Thermal               | 48° 41′ 04″ N, 6° 10′ 35″ E | Nancy               | 16                                                                                               |
|  | • |  | Garenne - Rose Wild                | 48° 40′ 52″ N, 6° 10′ 43″ E | Nancy               |                                                                                                  |
|  | • |  | Jean Jaurès                        | 48° 40′ 45″ N, 6° 10′ 48″ E | Nancy               | Tempo 4 - 14ex - Pleine Lune                                                                     |
|  | • |  | Exelmans                           | 48° 40′ 30″ N, 6° 10′ 33″ E | Nancy               | Pleine Lune                                                                                      |
|  | • |  | ARTEM - Blandan - Thermal          | 48° 40′ 19″ N, 6° 10′ 21″ E | Nancy               | 11 - Pleine Lune                                                                                 |
|  | • |  | Montet Octroi                      | 48° 40′ 06″ N, 6° 10′ 07″ E | Nancy               |                                                                                                  |
|  | • |  | Vélodrome - Callot                 | 48° 40′ 01″ N, 6° 10′ 01″ E | Vandœuvre-lès-Nancy | Ligne Corol 1 & 2 - 17 - 30 - Citadine 2 - 23 & 100 (Réseau sub) - Pleine Lune                   |
|  | • |  | Le Reclus                          | 48° 39′ 45″ N, 6° 09′ 43″ E | Vandœuvre-lès-Nancy |                                                                                                  |
|  | • |  | Saint-André - Jardin Botanique     | 48° 39′ 37″ N, 6° 09′ 34″ E | Vandœuvre-lès-Nancy |                                                                                                  |
|  | • |  | Notre-Dame-des-Pauvres             | 48° 39′ 27″ N, 6° 09′ 21″ E | Vandœuvre-lès-Nancy | 100 (Réseau sub)                                                                                 |
|  | • |  | Parc de Brabois                    | 48° 39′ 14″ N, 6° 09′ 08″ E | Vandœuvre-lès-Nancy | 100 (Réseau sub)                                                                                 |
|  | • |  | Technopôle                         | 48° 39′ 03″ N, 6° 08′ 54″ E | Vandœuvre-lès-Nancy | 10 & 100 (Réseau sub) - Brabois Express                                                          |
|  | ■ |  | Vandœuvre Brabois-Hôpitaux         | 48° 38′ 58″ N, 6° 08′ 46″ E | Vandœuvre-lès-Nancy | 100 (Réseau sub) - C (Réseau T’MM) -                                                             |

## Matériel roulant

### Description
Le parc de véhicules comprendra à terme 25 trolleybus articulés Hess Lightram 25 DC.
Les véhicules sont bi-modes électrique : ils peuvent circuler aussi bien en traction sur secteur (via les perches de captation et la ligne aérienne) qu'en mode batterie (se situant sur la première caisse). La propulsion est assurée par deux moteur électrique à courant continu d'une puissance totale de 380 kW. Le captage du courant est assuré par des perches dotées d'un système d'emperchage automatique, bien qu'elles possèdent aussi des cordes de "rattrapage" pour l'emperchage manuel (contrairement à son prédécesseur le TVR).

### Dimensions
D'une longueur de 24,4m (25,3 perches baissées comprises), chaque trolleybus peut, officiellement, transporter 154 passagers, dont 46 places assises et 7 places adaptées (4 places PMR, 2 places UFR et une pour les poussettes). Chaque véhicule mesure 2,55 de large et 3,5m de haut.

## Infrastructure

### Infrastructure réutilisée
Bien que l’infrastructure aérienne (ligne de contact, pendules, …) du tram sur pneu ait été déposée en 2023, la majorité des poteaux installés en 2000 pour le tramway et ceux présents depuis 1982 depuis l’ancien trolleybus ont été réutilisés pour l’infrastructure du nouveau trolleybus.
Seule la ligne aérienne du dépôt Marcel Brot fait exception, puisqu’elle reste en service, bien qu’elle date elle-même de 1982 (elle fût provisoirement démontée sur un tronçon pour permettre les travaux d’un des bâtiments d’exploitation).
Les sous-stations sont elles aussi nombreuses à être réutilisées, bien qu’elles datent elles aussi de 1982, et que de nouvelles installations soient construites pour le nouveau trolleybus.

## Retour du tramway fer manqué
La métropole du Grand Nancy avait adopté le projet de reconversion du TVR par un tramway fer de 40 m de long, le 14 décembre 2018, reliant le CHU Brabois en passant par le campus sciences à Porte Verte de la ville d'Essey, et la création d'une seconde ligne de Roberval par Nations vers Meurthe Canal avec un tronc commun entre Vélodrome et Saint-Georges, un projet de 15,1 km pour 27 stations, le coût du projet est de 412 M€.
Le projet devait se réaliser en 3 phases :
- 2020 - 2023 : Transformation de la ligne existante et prolongement sur les sections de : Porte Verte à Campus Sciences et de Meurthe Canal à Vandoeuvre Jeanne d'Arc ;
- 2023 - 2026 : Prolongement du Campus Sciences à CHU Brabois ;
- 2025 - 2028 : Prolongement de Vandoeuvre Jeanne d'Arc à Roberval.

Le TVR devait alors cesser son service à l’horizon 2020-2021. Néanmoins, de nombreuses complications enterrèrent le projet après les élections municipales :
- Craintes nombreuses concernant la rupture de charge prévue entre 2023 et 2026 à la station Vélodrome afin de permettre l'accès au plateau de Brabois, principal pôle d'attractivité de l'agglomération, qui regroupe le CHU, fac de médecine et le Technopole de Nancy-Brabois.
- Projet de viaduc du Val de Villers rejeté par la population. Ce projet est aujourd'hui abandonné en faveur d'une rampe sur remblais.

La municipalité de Mathieu Klein propose alors d'abandonner ce projet en faveur d'un réseau de trolleybus. Parmi les raisons avancées :
- Faible coût économique par rapport au tramway ;
- Temps de travaux moins important (le chantier devait durer un an) ;
- Possibilité de report du projet de tramway fer.

Compte tenu de la pandémie de Covid-19 qui dissuade perpétuellement les nancéiens à prendre les transports en commun au profit de la marche, du vélo, du télétravail et massivement de la voiture puis de la victoire de Mathieu Klein (PS) aux élections municipales de 2020, à Nancy, le remplacement du TVR par un tramway fer est remis en cause et au-delà de 2021, les TVR jouent les prolongations. Le conseil a finalement tranché en faveur de la date du 28 février pour l'arrêt du TVR, avant que cette date ne soit à nouveau reportée - définitivement cette fois - au 12 mars 2023 à cause de problèmes de réceptions de bus devant assurer la substitution du TVR.
Début 2021, la nouvelle municipalité annonce officiellement que le tramway sur pneu sera finalement remplacé par un trolleybus bi-articulé, et le choix du constructeur est fait l'année suivante, et tombe au profit du suisse Hess. Le modèle choisi est le LighTram 25 DC. Annoncé pour la rentrée de septembre 2024, il sera finalement mis en service le 5 avril 2025.
Le 12 mars, le TVR effectuait ses derniers tours de roue, jusqu'au début du lendemain, par une dernière marche célébrée par les chauffeurs et passionnés de transports urbains. Deux rames seront préservées, par un collectionneur privé en Belgique, et par le Conservatoire des Transports de Wissembourg, en Alsace.

## Projet

### Difficultés liées au projet
Le projet, dont la période de travaux s’est étalée sur plus de 2 ans, à connu nombre de freins de diverses origines :
- Retard de fabrication lié à la délocalisation de l’usine de production, le constructeur ayant dû cesser l’exploitation de l’usine de Biélorussie (en raison du conflit russo-ukrainien), pour continuer la production dans sa nouvelle usine basée au Portugal (à Lousado).
- Manque d’anticipation pour la publication de l’appel d’offre pour la pose des lignes aériennes, celui-ci restant longtemps infructueux. La société Inéo n’ayant procédé à sa pose qu’au mois de septembre 2024 et le trolley n’ayant une batterie que peu autonome, les essais n’ont pu se dérouler qu’à l’activation de celles-ci, retardant tout le programme des essais puis des formations.
- Retard de livraison des sous-stations électriques. Deux des huit sous-stations seront encore en cours de construction lors du lancement de la ligne, pouvant alors réduire la valeur nominale de la tension électriques des LACs (sans toutefois empêcher la circulation des véhicules) ;
- Difficultés d’homologation des véhicules, en raison de points de correction devant être revus sur le premier véhicule, et corrigés dans la chaîne de fabrication tels que la « [...] reprise [d'une] petite partie du plancher au niveau d'une place PMR, dont la pente n'est pas conforme au maximum réglementaire. » indique Bertrand Mazur - directeur générall adjoint du pôle Mobilités au Grand Nancy - à propos des véhicules. Hess réalisera ces modifications à sa charge financière au prix de 173 € par véhicule[26].